# Scotopteryx fimbriata
Scotopteryx fimbriata là một loài bướm đêm trong họ Geometridae.